# Strongylognathus minutus
Strongylognathus minutus är en myrart som beskrevs av Alexander G. Radchenko 1991. Strongylognathus minutus ingår i släktet Strongylognathus och familjen myror. IUCN kategoriserar arten globalt som sårbar. Inga underarter finns listade i Catalogue of Life.